# Кировский (Новосибирская область)
Кировский — упразднённый посёлок в Здвинском районе Новосибирской области. На момент упразднения входил в состав Сарыбалыкского сельсовета. Исключен из учётных данных в 2004 году.

## География
Посёлок располагался на гриве Садовская, в 11 км (по прямой) к западу от села Верх-Каргат.

## История
Посёлок был основан в 1932 году, как центральное отделение совхоза № 300 (позже переименован в «Сарыбалыкский»). В 1954 году поссовет имени Кирова объединен с Сарыбалыкским сельсоветом. С 1959 года в Здвинском сельсовете; в 1960 году передан в Малышевский сельсовет (в том же году сельсовет переименован в Сарыбалыкский); центральная усадьба совхоза перенесена в центр сельсовета село Сарыбалык.
Постановлением Новосибирского областного Совета депутатов от 02.12.2004 N 247-ОСД посёлок исключен из учётных данных.

## Население
По некоторым сведениям в 1950 году в посёлке проживало 1450 человек, к 1988 году его население сократилось до 53 человек. Согласно переписи 2002 года в посёлке проживало 38 человек (21 мужчина и 17 женщин), из которых русские составляли 95 % населения.